# Alquilresorcinol

Bilobol (5-[(Z)-pentadec-8-enylo]resorcinol)

Alquilresorcinóis, também conhecidos por lípidos resorcinólicos, são membros de uma vasta família de compostos bioactivos referidos como lípidos fenólicos compostos por longas cadeias alifáticas e anéis do tipo resorcina fenólica, que ocorrem principalmente em plantas, fungos e bactérias. São os principais constituintes da camada externa do cisto do azotobacter.